# Cap de Nouvelle-France
Cap de Nouvelle-France är en udde i Kanada.   Den ligger i provinsen Québec, i den östra delen av landet, 1 900 km norr om huvudstaden Ottawa.
Terrängen inåt land är varierad. Havet är nära Cap de Nouvelle-France åt nordost. Trakten runt Cap de Nouvelle-France är nära nog obefolkad, med mindre än två invånare per kvadratkilometer.. Det finns inga samhällen i närheten. 
Trakten runt Cap de Nouvelle-France består i huvudsak av gräsmarker.